# Jasper Lemmen
Jasper Lemmen (20 september 1985) is een Nederlandse dammer die 4x Nederlands jeugdkampioen is geworden: in 1996 en 1997 bij de pupillen, in 2000 bij de aspiranten en in 2004 bij de junioren. Hij nam diverse keren deel aan het Nederlands kampioenschap, behaalde een 5e plaats in 2011. In de nationale competitie voor teams werd hij in het seizoen 2009/10 Nederlands kampioen met Damvereniging Huissen. In 2011 won hij de Nijmegen Open.
Hij is ook actief als trainer bij de Koninklijke Nederlandse Dambond. 

## Resultaten NK dammen
Stand van zaken 2013: Lemmen nam in totaal 4 keer deel aan het Nederlands kampioenschap dammen, met de volgende resultaten: 
| jaar | locatie       | plaats |
| ---- | ------------- | ------ |
| 2005 | Groningen     | 13e    |
| 2010 | Emmen         | 6e     |
| 2011 | Wapenveld     | 5e     |
| 2012 | Heerhugowaard | 10e    |